# Inteligência em peixes

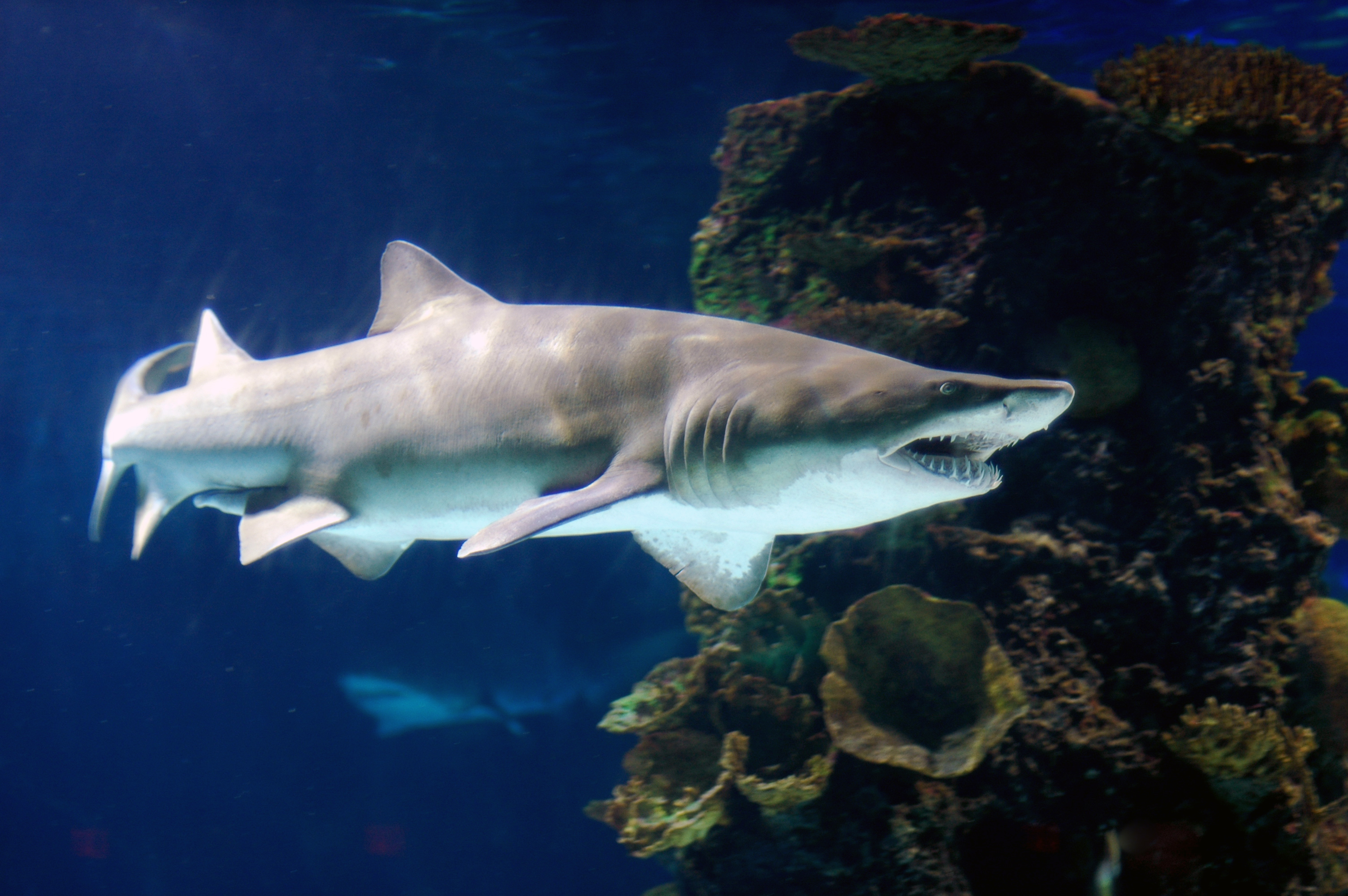
De acordo com estudos realizados nos EUA, peixes como os tubarões seriam capazes de formular "mapas mentais" capazes de lhes permitir percorrer longas distâncias com grande precisão.

Os estudos da inteligência em peixes têm demonstrado que tais animais são dotados de um aparato cognitivo capaz de lhes propiciar diversas ações que podem ser compreendidas como sinais de inteligência, como por exemplo ser capaz buscar de estratégias de manipulação, punição e reconciliação, exibindo tradições culturais estáveis e de cooperação entre si para inspecionar predadores e buscar alimentos. Além disso, há estudos ainda que indicam que os peixes possuem sistemas nervosos mais complexos do que se pensava e que suas consciências das sensações dolorosas podem ser, evolucionariamente, muito mais antigas do que se suspeitava. Por fim, há ainda o registro fotográfico feito por um mergulhador chamado Scott Gardner, capturando um peixe que estava a usar uma pequena pedra contra uma concha para conseguir abri-la.